# Raims Spirituals
Die Raims Spirituals sind ein 1748 erschienenes Gesangbuch von Nott a Porta und Dominico Binna in rätoromanischer Sprache.
Nott a Porta (* 7. August 1696 in Ftan (?); † 16. Juli 1767 in Scuol) studierte reformierte Theologie. Er wurde 1716 ordiniert und war von 1718 bis 1767 Pfarrer in Scuol. Bekannt ist er als Autor religiöser Literatur und durch die Mitarbeit an der erweiterten Ausgabe von La sacra Biblia von 1743 (der sogenannten Scuol-Bibel). Zu Dominico (oder Domenico) Binna ist nichts bekannt.
Unter dem Titel Raims spirituals chi contegnan l’intèr’historia, materia principala dil N. Testam. componüts da Dominico Binna; à cuost da Nuttin J. Arquint veröffentlichten Nott a Porta und Dominico Binna im Jahr 1748 ein Gesangbuch, gedruckt bei Johann N. Janett in Scuol.
Das Besondere an diesem 450-seitigen Liederbuch ist, dass es lediglich vier Lieder enthält. Das erste Lied wird auf die Melodie des 100. Genfer Psalms in 910 Strophen, einer Zusammenfassung des gesamten Inhalts des Alten Testamentes, gesungen. Das ist wohl das längste Schweizer Lied überhaupt. Das zweite Lied besteht aus 24 Strophen. Das dritte Lied wird auf eine Melodie des Organisten Christoph Weberbeck aus Lindau in 653 Strophen, einer Zusammenfassung des gesamten Inhalts des Neuen Testamentes, gesungen. Das vierte Lied besteht aus 98 Strophen, welche auf dieselbe Melodie wie Lied Nr. 3 gesungen werden.